# 25 (nombre)
« Vingt-cinq » redirige ici. Cet article concerne le nombre 25. Pour l'année, voir 25.
Le nombre 25 (vingt-cinq) est l'entier naturel qui suit 24 et qui précède 26.

## En mathématiques
Le nombre 25 est :
- un carré parfait, égal à 5 × 5 ;
- le quatrième nombre composé non brésilien ;
- le plus petit nombre de Friedman en base 10 car il peut s'écrire 52 ;
- la somme de deux carrés, 3² + 4², qu'il est possible d'interpréter géométriquement avec le théorème de Pythagore : c'est le premier triplet pythagoricien ;
- un nombre octogonal centré ;
- un nombre de Cullen ;
- le plus petit entier pseudo-premier satisfaisant à la relation de congruence  {\displaystyle 7^{n}\equiv 7\mod n} ;
- la somme des cinq premiers nombres impairs (1 + 3 + 5 + 7 + 9 = 25) ;
- la somme des factorielles des deux premiers carrés parfaits non nuls {\displaystyle (1!+4!=25)}.

En base 10, on peut aisément prouver la divisibilité d'un nombre par 25 en regardant si les deux derniers chiffres du nombre sont 25, 50, 75 ou 00. Il s'ensuit que 25 est un nombre 1-automorphe.

## Dans d'autres domaines
Le nombre 25 est aussi :
- Le numéro atomique du manganèse, un métal de transition.
- le numéro de la sourate Al-Furqan dans le Coran.
- Le nombre d'années de mariage des noces d'argent.
- Le nombre de cents de dollar d'un quarter, une pièce des États-Unis où figure le portrait de George Washington.
- Le n° du département français du Doubs.
- Le numéro de l'autoroute française A25 qui part de l'A1 à la hauteur de Lesquin pour atteindre Dunkerque.
- Le nombre d'images par seconde diffusées par une télévision au standard PAL ou SECAM.
- « 25 avril » : nom connu au Portugal comme celui de la Révolution de 1974, dite aussi « Révolution des œillets ».
- Années historiques : -25, 25 ou 1925.
- Ligne 25
- Le numéro de Pikachu dans Pokémon.
- L'avion Mikoyan-Gourevitch MiG-25.
- Un modèle de voiture de la marque Renault.
- 25 est un album de la chanteuse Adele.
- La Vingt-cinquième Heure, un roman connu de Virgil Gheorgiu.